# Période réfractaire (physiologie)
En électrophysiologie, la période réfractaire est la durée qui succède immédiatement à l'activité d'un nerf ou d'un muscle. Elle est constituée de deux phases. La première phase, pendant laquelle toute stimulation est ignorée, quelle que soit son intensité, par inactivation des canaux sodiques (protéines membranaires) à l'origine de la dépolarisation (phase réfractaire absolue). La deuxième, pendant laquelle le nerf ou le muscle devient hypoexcitable (phase réfractaire relative).
Soit PRT la Période Réfractaire Totale, PRA la Période Réfractaire Absolue et PRR la Période Réfractaire Relative, on obtient : PRT = PRA + PRR.